# Krasnoslobodsk (Wolgograd)
Krasnoslobodsk (russisch Краснослобо́дск) ist eine Stadt in der Oblast Wolgograd in Russland. Sie hat 15.998 Einwohner (Stand 14. Oktober 2010) und liegt wenige Kilometer östlich der Metropole Wolgograd am gegenüberliegenden linken Ufer der Wolga. Eine andere benachbarte Stadt ist Wolschski, das sich 17 Kilometer nordöstlich an Krasnoslobodsk anschließt.

## Geschichte
Krasnoslobodsk ging aus einem kleinen Kosaken-Dorf hervor, das seit etwa 1850 bekannt war und ursprünglich nach einem Erstsiedler den Namen Bukatin (Букатин) trug. Die heutige Stadt begann sich erst zu bilden, nachdem hier in den 1890er-Jahren erste Werkstätten zur Reparatur von Wolga-Schiffen entstanden.
Nach der Oktoberrevolution wurde die Ortschaft zu einer sogenannten Arbeitersiedlung erklärt und 1933 in Krasnoslobodsk (von Krasnaja Sloboda, wörtlich „rote (Vorstadt-)Siedlung“, wobei rot die Farbe der kommunistischen Arbeiterbewegung war) umbenannt. Anfangs gehörte sie administrativ zu Wolgograd (damals Stalingrad). 1935 wurde sie zum eigenständigen Rajon-Zentrum erklärt, bis sie 1955 den Status einer Kreisstadt im Rajon Srednjaja Achtuba (Mittlere Achtuba) erhielt.
Während der Schlacht von Stalingrad (1942–1943) befand sich Krasnoslobodsk abseits der Kampfhandlungen, weshalb hier vor allem Hospitäler für verletzte Rotarmisten eingerichtet worden waren.

### Bevölkerungsentwicklung
| Jahr | Einwohner |
| ---- | --------- |
| 1939 | 15.593    |
| 1959 | 18.993    |
| 1970 | 17.749    |
| 1979 | 16.047    |
| 1989 | 13.533    |
| 2002 | 14.359    |
| 2010 | 15.998    |

Anmerkung: Volkszählungsdaten

## Wirtschaft
Die beiden wichtigsten Betriebe in Krasnoslobodsk sind die Schiffswerft sowie die Fischfabrik. Eine bedeutende Rolle spielt außerdem der Gemüseanbau, mit dem sich hier auch ein spezielles Versuchslabor befasst.